# Lapterjesztés Erdélyben
Lapterjesztés Erdélyben (1918-1991). A lapterjesztés kisebbségi körülmények közt a sajtó fennmaradásának rendkívül jelentős eszköze. A kizárólag utcai árusításon alapuló lapterjesztés az előfizetői hálózat kiépítése nélkül már a romániai magyarság települési szétszórtsága következtében is kockázatos.

## A két világháború közt
Ahol intézmények, testületek álltak a lap, folyóirat, időszaki kiadvány mögött, így egyházak, pártok, szakmai közösségek (EMGE, EME), szövetkezetek, ifjúsági szervezetek (Erdélyi Fiatalok, KMDSZ) vagy egyesületek (EKE), ott a lapterjesztés magára a kiadást biztosító intézményre hárult, más esetben azonban – így a magánkézben lévő sajtó (Független Újság, Brassói Lapok) s irodalmi folyóiratok esetében – önkéntes vagy fizetéssel alkalmazott terjesztők segítségével történt. A Brassói Lapok népszerűsítésében Bernáth Ernő és Mátéffy Győző személyes kapcsolata a meglátogatott előfizetőkkel játszott gyakorlati szerepet.

## 1944 után
Az 1944 őszén bekövetkezett hatalomváltás után, főleg mivel a lapterjesztés bürokratikus postai módja nem bizonyult kielégítőnek, egyes intézmény-háttér nélküli lapok saját terjesztői hálózat kifejlesztésére kényszerültek. Jellegzetes volt az Igaz Szó, Korunk s az ifjúsági folyóiratok terjesztési módja részint kollektív iskolai előfizetések, részint a helyi nemzetiségi számarányokra épülő előfizetés gyűjtő kampányok, helyszíni kiszállások útján. Különösen bevált Bernáth Ernő személyes látogató módszere az Új Élet, Szász Istváné az Utunk, Farkas László és Könczei Ádám hasonlóan családias előfizető-toborzása a Korunk népszerűsítésében. Szórványvidéken jelentős segítséget vállalt a papság s a tanszemélyzet az anyanyelv művelése terén nélkülözhetetlen folyóiratok, így a Napsugár gyermeklap terjesztése terén.

## 1989 decembere után
A piacgazdaságra való áttérés nehézségei közepette 1990 óta fokozódott a lapterjesztés gondja: a hiányos postai terjesztés pótlására egyes lapok önálló terjesztési vállalatok létesítésére törekednek.